# Millicent Barnes (manzana)
Millicent Barnes es el nombre de una variedad cultivar de manzano (Malus domestica). Un híbrido de manzana diploide resultado del cruce de 'Cramoisie de Gascogne' x 'Cox's Orange Pippin' en 1903. NF Barnes, jardinero jefe del duque de Westminster en Eaton Hall, Chester, Cheshire Inglaterra. Comercializado en la década de 1920 por el vivero "Clibrans de Altrincham". Las frutas tienen una pulpa blanco verdoso, con textura de grano fino, crujiente, firme, con un sabor jugoso, picante y muy suave.

## Sinonimia
- "Millicent".

## Historia

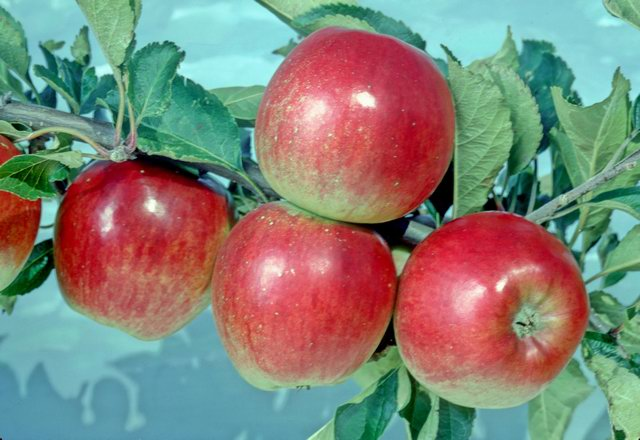
La manzana 'Millicent Barnes' con frutos en espolón en el manzano.

'Millicent Barnes' es una variedad de manzana, híbrido de manzana diploide resultado del cruce de la variedad 'Cramoisie de Gascogne' como Parental-Madre x el polen de 'Cox's Orange Pippin' como Parental-Padre en 1903. Fue criado por NF Barnes, jardinero jefe del duque de Westminster en Eaton Hall, Chester, Cheshire (Reino Unido). Comercializado en la década de 1920 por el vivero "Clibrans de Altrincham". Se plantó ampliamente en los huertos familiares ingleses durante las décadas de 1920 y 1930.
Está cultivada en diversos bancos de germoplasma de cultivos vivos tales como en National Fruit Collection (Colección Nacional de Fruta) de Reino Unido donde estuvo cultivada con el número de accesión: 1923-111 y nombre de accesión 'Millicent Barnes'.

## Características
'Millicent Barnes' es un árbol de un vigor moderadamente vigoroso, de tamaño mediano y tienen un hábito extendido. Portador de espuela de fructificación, con una abundante cosecha. Tiene un tiempo de floración que comienza a partir del 5 de mayo con el 10  % de floración, para el 10 de mayo tiene una floración completa (80 %), y para el 18 de mayo tiene un 90 % caída de pétalos.
Tiene una talla de fruto medio con altura promedio de 67,00 mm, y ancho promedio de 70,00 mm; forma truncado cónica, con nervaduras débiles y corona muy débil; epidermis es suave, con color de fondo amarillo verdoso que madura a amarillo sobre el cual hay un lavado rojo brillante y finas rayas rojas que son más evidentes en la cara sombreada, ruginoso-"russeting" (pardeamiento áspero superficial que presentan algunas variedades) muy débil; cáliz es mediano y parcialmente abierto, asentado en una cuenca de profundidad media y ancha; pedúnculo es de longitud muy corto y de un calibre robusto, colocado en una cavidad estrecha y poco profunda; la carne es de color blanco verdoso, con textura de grano fino, crujiente, firme, con un sabor jugoso, picante y muy suave.
Su tiempo de recogida de cosecha se inicia a finales de septiembre. Se mantiene bien hasta dos meses en cámara frigorífica.

## Usos
'Millicent Barnes' es muy utilizada como manzana de mesa, por su peculiar sabor.

## Ploidismo
Parcialmente autofértil. Grupo de polinización: C Día 10.